# Antequera (Comarca)
Die Comarca Antequera ist eine der neun Comarcas in der Provinz Málaga. Sie wurde, wie alle Comarcas in der Autonomen Gemeinschaft Andalusien, mit Wirkung zum 28. März 2003 eingerichtet. Die Comarca hat allerdings lediglich die Funktion von Planungsregionen für den Tourismus und die Entwicklung sportlicher Einrichtungen.
Die im Norden der Provinz gelegene Comarca umfasst 7 Gemeinden mit 65.188 Einwohnern (Stand 1. Januar 2019), also etwa 7 % der Provinzbevölkerung. Rund ein Drittel der Bevölkerung entfällt auf die namensgebende Stadt Antequera.

## Lage
| Provinz Córdoba       | Provinz Córdoba                             |                       |
| Guadalteba            | Kompassrose, die auf Nachbargemeinden zeigt | Nororiental de Málaga |
| Valle del Guadalhorce | Metropolitana de Málaga                     | Axarquía              |

## Gemeinden
| Gemeinde                    | Einwohner (2024) | Fläche km² | Dichte Einw./km² | Cod INE | Postleitzahl |
| --------------------------- | ---------------- | ---------- | ---------------- | ------- | ------------ |
| Alameda                     | 5.449            | 65,11      | 84               | 29001   | 29530        |
| Antequera                   | 41.619           | 749,34     | 56               | 29015   | 29200        |
| Casabermeja                 | 4.065            | 67,28      | 60               | 29039   | 29160        |
| Fuente de Piedra            | 2.958            | 90,62      | 33               | 29055   | 29520        |
| Humilladero                 | 3.360            | 34,66      | 97               | 29059   | 29531        |
| Mollina                     | 5.449            | 74,56      | 73               | 29072   | 29532        |
| Villanueva de la Concepción | 3.286            | 67,37      | 49               | 29902   | 29230        |
| Comarca Antequera           | 66.186           | 1.148,94   | 58               | –       | –            |

## Nachweise
1. ↑  Instituto Nacional de Estadística Municipal Register of Spain
2. ↑  Orden de 14 de marzo de 2003, por la que se aprueba el mapa de comarcas de Andalucía a efectos de la planificación de la oferta turística y deportiva, Boletín Oficial de la Junta de Andalucía (Amtsblatt der Regierung von Andalusien), Nr. 59 vom 27. März 2003, S. 6248 Online (Memento vom 30. Dezember 2008 im Internet Archive)